# День Аліси на морі
«День Аліси на морі» (англ. Alice's Day at Sea) — американський анімаційний короткометражний фільм із серії «Комедії Аліси», що вийшов
1 березня 1924 року.

## Головні персонажі
- Аліса
- Юлій

## Інформаційні дані
- Аніматори[2]:
  - Волт Дісней
- Оператор[2]:
- Живі актори[2]:
- Тип анімації: об'єднання реальної дії та стандартної анімації
- Виробничий код: AC-01[3]